# La Messe dorée
Pour plus de détails, voir Fiche technique et Distribution.
La Messe dorée (titre italien : La profonda luce dei sensi) est un film érotique franco-italien réalisé par Beni Montresor, sorti en 1975.

## Fiche technique
- Titre français : La Messe dorée
- Titre italien : La profonda luce dei sensi
- Réalisation : Beni Montresor, assisté de Claire Denis et Gérard Mordillat
- Scénario : Beni Montresor
- Photographie : Jean Monsigny
- Montage : Alessandro Lucidi
- Musique : Severino Gazzelloni
- Producteur : Saul Cooper
- Pays d'origine :  Italie /  France
- Format : couleur (Eastmancolor)
- Genre : drame érotique
- Durée : 90 minutes
- Dates de sortie :
  - France : 9 avril 1975
  - Italie : 22 avril 1975

## Distribution
- Lucia Bosè : Hélène
- Maurice Ronet : David
- Eva Axén : Marie-Odile
- Raphaël Mattei : Raphaël
- Stefania Casini : Loulou
- François Dunoyer : Piero
- Bénédicte Bucher : Élisabeth
- Benoît Ferreux : Gary
- Gérard Falconetti : Joe
- Brigitte Roüan : Rose
- Katia Tchenko : Katia
- Trille : Laura
- Yves Morgan-Jones : Philippe
- Sylvie Meyer
- Pascal Bonafoux
- Lorenzo Piani
- David Pontremoli
- Marion Womble
- Cachorro
- Pierre Casadei
- Francis Manot
- Manuela Miranda
- Catherine Faux
- Mona Heftre
- Claudine Chassigneux
- Gilda Vivenzio
- Yvonne Dany
- Liliane Bertrand
- Danielle Duvivier
- Élisabeth Bin
- Alessandro Perrella